# Rejectaria arenacea
Rejectaria arenacea är en fjärilsart som beskrevs av William Schaus 1913. Rejectaria arenacea ingår i släktet Rejectaria och familjen nattflyn. Inga underarter finns listade.